# Austrochernes
Genre
Synonymes
- Troglochernes Beier, 1969

Austrochernes est un genre de pseudoscorpions de la famille des Chernetidae.

## Distribution
Les espèces de ce genre se rencontrent en Australie et en  Papouasie-Nouvelle-Guinée.

## Liste des espèces
Selon Pseudoscorpions of the World (version 3.0) :
- Austrochernes australiensis (With, 1905)

et déplacées depuis, :
- Austrochernes cruciatus (Volschenk, 2007)
- Austrochernes dewae (Beier, 1967)
- Austrochernes guanophilus (Beier, 1967)
- Austrochernes imitans (Beier, 1969)
- Austrochernes novaeguineae (Beier, 1965)
- Austrochernes omorgus (Harvey & Volschenk, 2007)

## Systématique et taxinomie
Le genre Troglochernes a été placé en synonymie avec Austrochernes par Harvey en 2018.

## Publication originale
- Beier, 1932 : Pseudoscorpionidea II. Subord. C. Cheliferinea. Tierreich, vol. 58, p. 1-294.